# Antinomismo

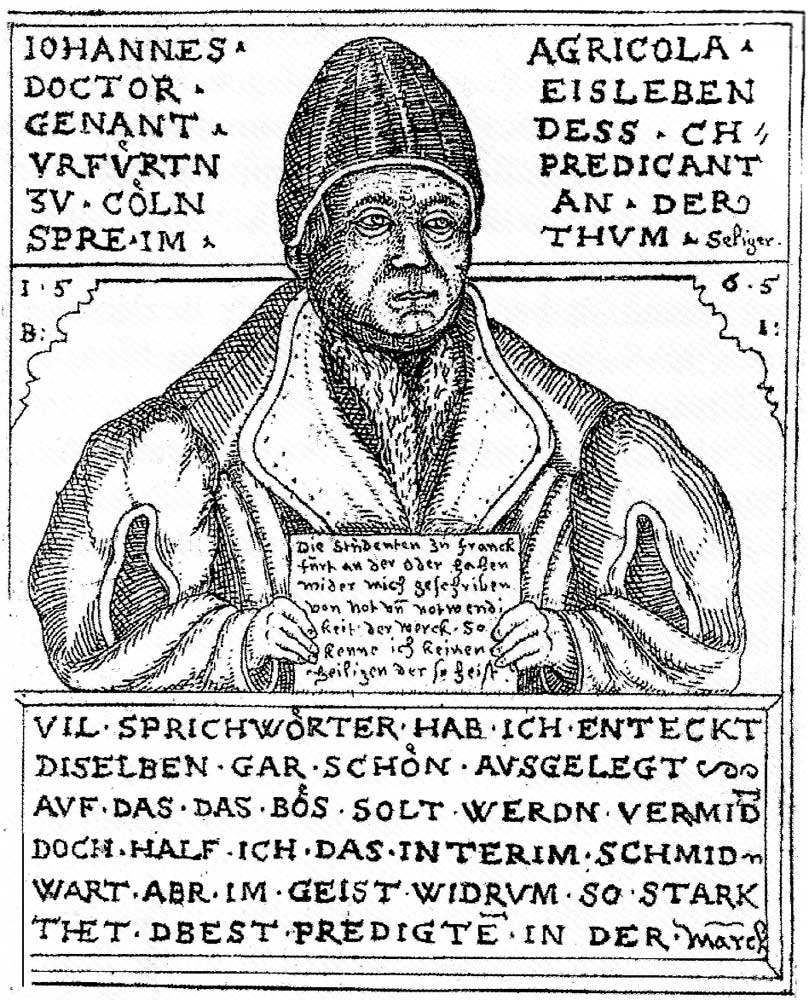
Johannes Agricola, impulsor de los antinomianos.

El Antinomismo o Antinomianismo (del griego άντί, "contra", y νόμος, "ley") es, propiamente, un movimiento cristiano del siglo XVI considerado herético que defendía que la fe lo llenaba todo y era lo único necesario, y que como la ley de Moisés era inútil para la salvación, es indiferente que un creyente peque ya que no es juzgado por su pecado.
Esta doctrina fue propagada por Johannes Agricola, quien comenzó a desarrollar sus doctrinas en el año 1537, hallándose en Wittenberg como profesor, por lo cual a sus partidarios se les conoce también con el nombre de los reformadores de Wittenberg. Aquí fue donde tuvo controversias con Lutero y Melanchton, huyendo luego a Berlín donde escribió una retractación.

## Doctrina
El antinomismo es la doctrina o enseñanza de que la ley moral no es obligatoria para los cristianos como regla de vida. Los cristianos antinomianos creen que la salvacion se da debido exclusivamente a la gracia divina, y los actos de los creyentes son irrelevantes en tanto tengan fe.
El antinomismo fue llamado así por Martín Lutero, como respuesta a las enseñanzas de Juan Agrícola (1492–1566) de que los cristianos están totalmente libres de ley moral tal como Moisés la estableció.
El antinomismo como doctrina sin movimiento afín apareció en los siglos I y II, y después esporádicamente. Generalmente se asocia al gnosticismo y, está presente también en el neognosticismo de Nueva Era.
Se apela a Romanos 7:6:

Pero ahora hemos muerto a la ley que nos tenía bajo su poder, quedando así libres para servir a Dios en la nueva vida del Espíritu y no bajo una ley ya anticuada.

Pablo parece referirse precisamente a la interperetación del antinomismo en Romanos 6:1-2: 

"Qué, pues, diremos? "¿Perseveraremos en el pecado para que la gracia abunde? "De ninguna manera! Porque los que hemos muerto al pecado, cómo viviremos aún en él?".

Para los antinomianos, la muerte del pecado es literalmente la abolición del mismo, la salvación universal en la gracia y la integración absoluta de la creación en el proceso de redención, independientemente de sus actos.
Según otros cristianos[¿quién?], el antinomismo es equivalente a vivir sin la debida consideración de la rectitud de Dios, emplear la gracia de Dios como si fuera una licencia para pecar y confiar en la gracia para ser limpio del pecado sin condiciones. En otras palabras, ya que la gracia es infinita y somos salvos por gracia, entonces para el antinomismo podemos pecar cuanto queramos y aún ser salvos. Para los opositores al antinomismo, esta idea es errónea porque, aunque los cristianos no están bajo la Ley (Romanos 6:14), son llamados a cumplir la ley del amor (Romanos 13:8,10; Galatas 5:14,6:2). El cristiano debe amar a Dios con todo su corazón, alma, fuerza y mente, y a su prójimo como a sí mismo (Lucas 10:27). Precisamente en estos pasajes del Nuevo Testamento radica el fundamento contrario al de los antinomistas. Lo que significa, para algunos creyentes cristianos, no usar la gracia de Dios como una excusa para pecar, sino para ser controlados por el amor de Dios y de esta forma traer el fruto del Espíritu Santo Galatas 5:22-25.
En 1656, Blaise Pascal acusó a los jesuitas de antinomianismo en sus Cartas provinciales, señalando a la casuística jesuita de socavar los principios morales[cita requerida].

## En Oriente
La doctrina del antiguo filósofo taoísta Zhuangzi se ha comparado al antinomianismo (aunque dicha corriente es muy posterior a él). Sus argumento se basa en que la vida humana es limitada mientras que las cosas por saber son ilimitadas. Zhuangzi decía que el usar lo limitado para buscar lo ilimitado era una necedad. Nuestro lenguaje, cognición, etcétera, están condicionados por nuestra propia perspectiva y debemos tener cuidado al concluir que nuestras conclusiones son igualmente ciertas para todas las cosas (wanwu). El pensamiento de Zhuangzi también se puede considerar como una instancia de multiculturalismo y relativismo moral.

## En la actualidad
El término es aplicable de manera genérica a todas aquellas tendencias dentro del cristianismo que consideran de manera particular la relación equitativa entre las prácticas pecaminosas con la sobreabundancia de la Gracia, como algo siempre favorable a la segunda por aquella premisa paulina de "donde abundó el pecado, sobreabundó la gracia" (cf. Romanos 5:20).
Ejemplos claros de dichas tendencias van más allá del ámbito de las Iglesias cristianas y encuentran raíces muy profundas entre los fariseos del judaísmo de la época herodiana y, ya dentro del propio cristianismo y en el Gnosticismo.